# 653 Berenike
653 Berenike هو كويكب، يقع ضمن حزام الكويكبات. اكتشف في 27 نوفمبر 1907. وقد اكتشفه جويل هاستينغز ميتكالف.

## روابط خارجية
- 653 Berenike في قاعدة بيانات مختبر الدفع النفاث لأجرام النظام الشمسي الصغيرة

- الاكتشاف · مخطط المدار ·  العناصر المدارية · المعلمات المادية

- 653 Berenike على موقع ويكي سكاي: DSS2, SDSS, GALEX, IRAS, Hydrogen α, X-Ray, Astrophoto, Sky Map, Articles and images